# Etosha nationalpark
Etosha nationalpark ligger i norra Namibia och den inrättades 1907.

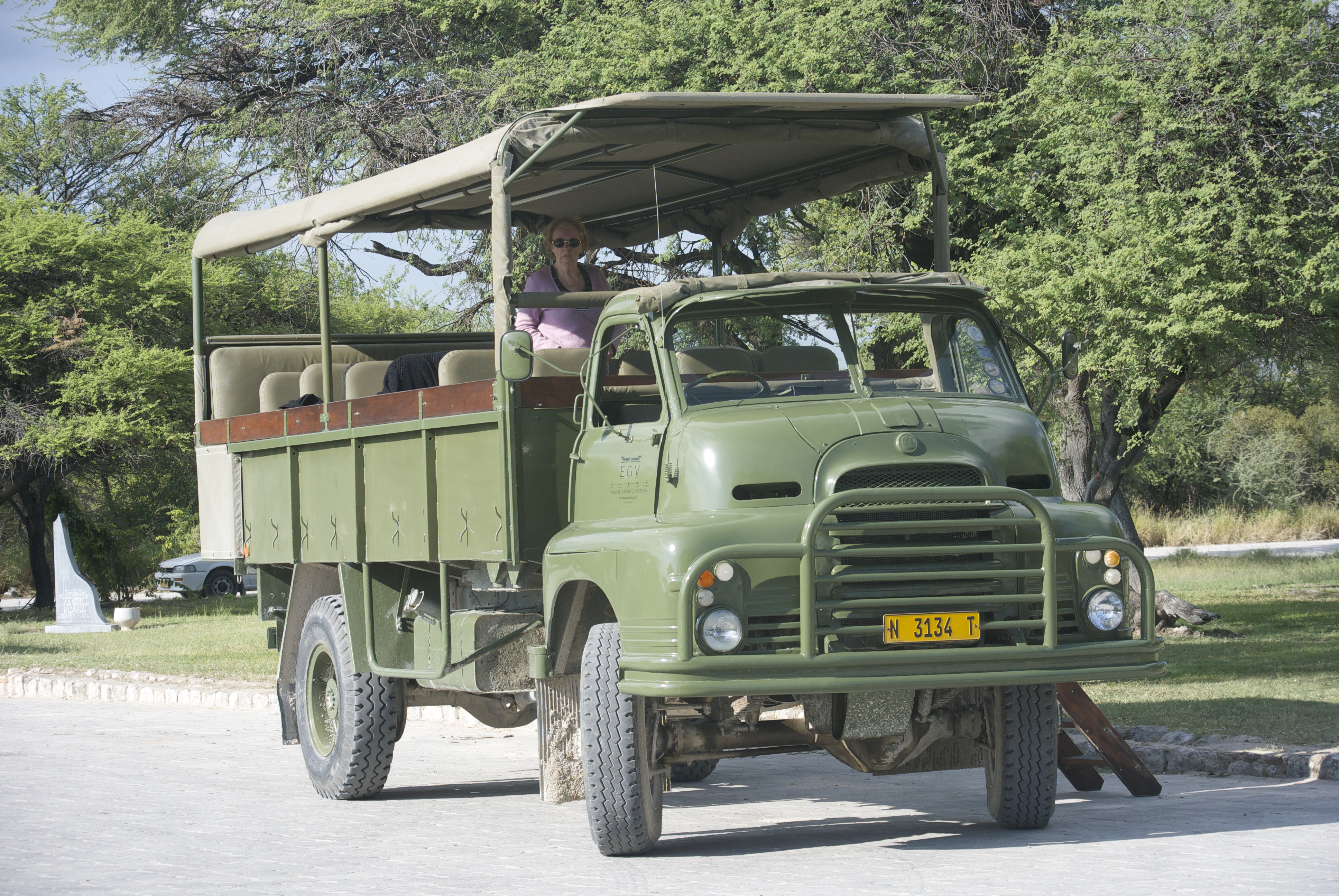
Turism

Parkens namn är en omvandlad form av ordet Etotha från dialektgruppen oshiwambo. Namnet betyder "platsen där inga växter gror". En stor del av parken utgörs av en uttorkad sjö. När sjön fanns kvar levde här antiloper som sitatunga, letjevattenbock och topi (Damaliscus lunatus) som var mer bundna till ett marskland liknande landskap. Vid utgrävningar upptäcktes kvarlevor av dessa arter.
Djurlivet är efter sjöns försvinnande kopplad till mindre vattenpölar. Efter att trubbnoshörningen blev åter introducerad kan den iakttas tillsammans med spetsnoshörningen. Även andra stora däggdjur som afrikansk elefant och lejon är vanliga gäster vid vattenansamlingarna. Den sällsynta underarten av impala, Aepyceros melampus petersi, med svart fläck på nosen är typisk för nationalparken.